# أندريه فلتشك
أندريه فلتشيك (بالإنجليزية: Andre Vltchek)‏ (يُنطق بـ «فولتشيك») (1962   - 22 سبتمبر 2020)، هو محلل سياسي وصحفي وصانع أفلام أمريكي مولود في الاتحاد السوفياتي. ولد فلتشك في لينينغراد ولكنه أصبح لاحقًا مواطنًا أمريكيًا متجنسًا. كان والده فيزيائيًا نوويًا تشيكيًا وكانت والدته رسامة روسية صينية. عاش في الولايات المتحدة وتشيلي وبيرو والمكسيك وفيتنام وساموا وإندونيسيا.
في 22 سبتمبر 2020، توفي على ما يبدو، أثناء نومه، بينما كان يقود سيارته في إسطنبول بتركيا. واعتبرت الشرطة وفاته مشبوهة ولا يزال التحقيق جاريا.

## المنشورات

### الصحافة الواقعية والاستقصائية
- الصين والحضارة البيئية: جون ب.كوب، الابن في محادثة مع أندريه فلتشك (2019). PT Badak Merah Semesta ، 180 صفحة. (ردمك 978-6025095450)
- بور لولا (الطبعة البرتغالية) (2018). PT Badak Merah Semesta ، 274 ص. (ردمك 978-6025095429) رقم ISBN   978-6025095429
- التفاؤل الثوري، الغرب النيلية (2018). PT Badak Merah Semesta ، 286 ص. (ردمك 978-6025095412) رقم ISBN   978-6025095412
- ثورة أكتوبر الاشتراكية العظمى: التأثير على العالم وولادة الأممية (2017). بي تي باداك ميراه سميستا ، 100 ص. (ردمك 978-6027354395) رقم ISBN   978-6027354395
- فضح أكاذيب الإمبراطورية (2015). بي تي باداك ميراه سميستا ، 822 ص. (ردمك 978-6027005860) رقم ISBN   978-6027005860
- القتال ضد الإمبريالية الغربية (2014). PT Badak Merah Semesta ، 164 ص. (ردمك 978-6027005822) رقم ISBN   978-6027005822 حول صعود الإمبريالية الغربية
- حول الإرهاب الغربي: من هيروشيما إلى حرب الطائرات بدون طيار (2013). (مع نعوم تشومسكي). مطبعة بلوتو ، 200 ص. (ردمك 978-0745333878) رقم ISBN   978-0745333878 ، مناقشة حول القوة الغربية والدعاية مع نعوم تشومسكي
- أوقيانوسيا: الاستعمار الجديد، الأسلحة النووية والعظام (2013). مطبعة أتوانوي ، 258 ص. (ردمك 978-0992245337) رقم ISBN   978-0992245337 ، تحليل متعمق لمنطقة المحيط الهادئ بأكملها و «تدميرها» من قبل القوى التقليدية والاستعمارية الجديدة
- إندونيسيا، أرخبيل الخوف (2012). الصحافة بلوتو . 288 ص. (ردمك 9780745331997) رقم ISBN   9780745331997 ، حول إندونيسيا ما بعد عام 1965، دولة منهارة
- المنفى: محادثات مع برامويديا أنانتا (2006). (مع روزي إنديرا وناغيش راو). كتب هايماركت. 166 ص. (ردمك 1-931859-28-0) رقم ISBN   1-931859-28-0 ، محادثات مع الكاتب من جنوب شرق آسيا برامويديا أنانتا توير
- الإرهاب الغربي: من بوتوسي إلى بغداد (2006). الصحافة الدعامة . 304 ص. (ردمك 0-9774590-3-9) رقم ISBN   0-9774590-3-9

### خيال
ألف فلتشك العديد من الروايات والمسرحيات الخيالية.
- "Aurora" (الإصدار الأول، 2016)، Badak Merah Semesta ، 200 صفحة. (ردمك 978-6027354364) رقم ISBN   978-6027354364
- نقطة اللاعودة (الإصدار الثاني، 2013). الصحافة الأساسية، 364 ص. (ردمك 978-0977459070) رقم ISBN   978-0977459070
- ليبراسيون ليت (2010). (مع توني كريستيني). الصحافة الدعامة. 822 ص. (ردمك 0-9774590-6-3) رقم ISBN   0-9774590-6-3
- أشباح فالبارايسو ومحادثات مع جيمس
- Nalezen ، رواية منشورة باللغة التشيكية

## روابط خارجية
- عالم فلتشك في الكلمات والصور
- Андре Влчек
- مطبعة بلوتو - أندريه فلتشك
- مطبعة أتوانوي - أندريه فلتشك
- تويتر - أندريه فلتشك
- «لماذا تصور الدعاية الغربية الصين على أنها» رأسمالية "؟" بقلم أندريه فلتشيك، «العصر الجديد»، 8 يوليو 2020